# Arnar Gunnlaugsson
Arnar Gunnlaugsson (* 6. März 1973 in Akranes) ist ein ehemaliger isländischer Fußballspieler und jetziger Fußballtrainer. Seit 2025 ist er Nationaltrainer Islands.

## Spielerkarriere

### Vereine
Arnar Gunnlaugsson begann beim isländischen Verein ÍA Akranes mit dem Fußballspielen und rückte dort als 16-Jähriger 1989 in die 1. Mannschaft auf. Im Alter von 19 Jahren wurde er in der Saison 1992 Torschützenkönig der ersten isländischen Liga und wurde mit der Mannschaft isländischer Meister, woraufhin der niederländische Erstligist Feyenoord Rotterdam auf ihn aufmerksam wurde und ihn verpflichtete. Nach einigen Kurzeinsätzen gewann er mit dem Verein 1993 die niederländische Meisterschaft. Im Sommer 1994 wechselte er zusammen mit seinem Zwillingsbruder Bjarki auf Leihbasis zum Bundesligaabsteiger 1. FC Nürnberg. Während der Verein am Saisonende nur dank des Lizenzentzugs für Dynamo Dresden in der 2. Bundesliga blieb, gelangen Arnar Gunnlaugsson einige vielversprechende Auftritte. Mit acht Treffern war er bester Torschütze des 1. FC Nürnberg in jener Saison. Nach der Saison kehrte Arnar im Sommer 1995 zunächst zu seinem isländischen Heimatverein nach Akranes zurück und bestritt dort zunächst sieben Ligaspiele, ehe er ab Oktober 1995 knapp zwei Jahre lang in der zweiten französischen Liga für den FC Sochaux aktiv war.
1997 gelang ihm der Sprung in die englische Premier League zu den Bolton Wanderers. Er blieb jedoch in 15 Spielen dort in der Saison 1997/98 ohne Treffer und konnte so den Abstieg der Wanderers nicht vermeiden. In der anschließenden Saison in der First Division blühte er jedoch auf und erzielte in 27 Einsätzen 13 Treffer. Daraufhin holte ihn Leicester City für 2.000.000 £ zurück in die Premier League. Er blieb dort bis 2002, kam über den Status eines Ergänzungsspielers jedoch nicht hinaus. Schließlich wechselte er ablösefrei zum Drittligisten Stoke City, wohin er 1999/2000 schon einmal kurzzeitig ausgeliehen worden war und in dieser Zeit mit dem Verein die EFL Trophy gewonnen hatte.
Nach einem kurzzeitigen Einsatz in Schottland bei Dundee United kehrte er Anfang 2003 nach Island zurück und spielte bis 2006 für KR Reykjavík, mit dem er Ende 2003 erneut die isländische Meisterschaft gewann. Danach wechselte er zwischen verschiedenen Erstligisten, bei denen er teilweise parallel auch als Co- oder Cheftrainer tätig war. Mit FH Hafnarfjörður gewann er 2008 zum dritten Mal in seiner Karriere die Meisterschaft sowie im Jahr zuvor auch erstmals den nationalen Pokal. Im November 2011 beendete er seine Karriere als Fußballspieler.

### Nationalmannschaft
Arnar Gunnlaugsson debütierte im April 1993 in der isländischen Nationalmannschaft während eines Freundschaftsspiels gegen die USA. Insgesamt kam er auf 32 Einsätze im Nationalteam, bei denen er drei Tore erzielte. Seinen letzten Auftritt im Nationaltrikot hatte er im April 2003 bei einem Freundschaftsspiel gegen Finnland.

## Trainerkarriere
Noch während seiner Spielerkarriere hatte Arnar Gunnlaugsson 2006 und 2008 zweimal bei seinem Stammverein ÍA Akranes für jeweils etwa ein halbes Jahr den Trainerposten inne. Im Jahr 2010 war er gleichzeitig Spieler und Co-Trainer bei Haukar.
Nachdem er zuvor seine Spielerkarriere beendet hatte, wurde er im Juni 2016 bis Ende 2017 Co-Trainer von KR Reykjavík und wechselte im Januar 2018 als Co-Trainer zu Víkingur Reykjavík. Im Januar 2019 wurde er neuer Cheftrainer des Vereins. In den folgenden Jahren konnte er mit der Mannschaft eine führende Rolle im isländischen Fußball erreichen und wurde mit ihr 2021 und 2023 zweimal isländischer Meister sowie 2019, 2021, 2022 und 2023 insgesamt vier Mal nationaler Pokalsieger.
Anfang 2025 wurde er neuer Trainer der isländischen Nationalmannschaft.

## Erfolge

### Als Spieler
Mit der Mannschaft
- Niederländischer Meister: 1993
- Isländischer Meister: 1992, 2003, 2008
- EFL Trophy: 2000
- Isländischer Pokalsieger: 2007

Persönlich
- Torschützenkönig der 1. isländischen Liga: 1992 (12 Tore), 1995 (15 Tore)

### Als Trainer
- Isländischer Meister: 2021, 2023
- Isländischer Pokalsieger: 2019, 2021, 2022, 2023

## Familie
Sein Zwillingsbruder Bjarki Gunnlaugsson sowie sein jüngerer Bruder Garðar Gunnlaugsson waren beide ebenfalls professionelle Fußballspieler und isländische Nationalspieler. Mit Bjarki spielte er dabei neben gemeinsamen Stationen in Island auch bei seinen Auslandsstationen bei Feyenoord Rotterdam und beim 1. FC Nürnberg zusammen in einer Mannschaft.